# Johnny Mercer
John Herndon Mercer (Savannah, 18 november 1909 – Los Angeles, 25 juni 1976) was een Amerikaans songwriter, componist en zanger. Met evergreens zoals Moon River en One for My Baby (And One More for the Road) behoorde deze vier keer Oscars winnende kunstenaar tot de meest gevierde liederenschrijvers van de 20e eeuw.

## Levensloop
Johnny Mercer werd geboren als vierde zoon van George Anderson Mercer, een advocaat en makelaar in onroerend goed, en Lillian Elizabeth Ciucevich. Hij begon al als scholier teksten voor liederen te schrijven. In 1928 vertrok hij naar New York en begon zijn carrière als acteur voor het toneel en kreeg ook de een of andere rol, maar hij ontwikkelde zijn talent als songwriter nadat een van hem geschreven stuk Out of Breath (and Scared to Death of You) in 1930 in het Broadway-Revue The Garrick Gaieties werd opgenomen. Hij ging naar Californië en tekende daar een contract als tekstschrijver voor het Musical Paris in the Spring. Aldaar maakte hij kennis met zijn idolen Bing Crosby en Louis Armstrong. Na zijn terugkomst in New York kreeg hij een contract als tekstschrijver van de muziekuitgeverij "Miller Music". In 1931 huwde hij met de koorzangeres Ginger Meehan. In 1932 won hij een talentwedstrijd als zanger en werd omtrent door Paul Whiteman voor zijn bekende Big Band verplicht. De artistieke doorbraak beleefde hij in het gevolg van de samenwerking met Hoagy Carmichael en het lied Lazybones, dat een week na zijn première in de omroep en "hit" werd. Mercer werd kort daarnaar lid van de American Society of Composers, Authors and Publishers (ASCAP) en een gewaardeerde "broeder" in de Tin Pan Alley groep.
In de volgende jaren werkte hij samen met artiesten zoals Jack Teagarden en Bing Crosby, hij zong voor Benny Goodman (1938/39) en kreeg aan het begin van de jaren veertig van de 20e eeuw zijn eigen show bij de omroep met de titel Johnny Mercer's Music Shop. Vele van zijn opnames kwamen in de "Top Ten" van de Billboard-charts, vier ervan waren op de eerste plaats.
De belangrijkste successen had Mercer als songwriter. Spoedig publiceerde hij opeenvolgend in samenwerking met componisten zoals Harold Arlen, Hoagy Carmichael, Jerome David Kern, Matty Malneck, Harry Warren en Richard Whiting, later vooral ook met Henry Mancini talrijke liederen, die in eigentijdse interpretaties van zangers zoals Bing Crosby, Billie Holiday of Rudy Vallee en van orkesten wie dat van Glenn Miller of Tommy Dorsey lange jaren de hitlijsten beheersen, gedeeltelijk tot vandaag de dag veel gespeelde evergreens werden en Mercer tot een van de bekendste auteurs van het Great American Songbook maakten. Hij heeft in totaal rond duizend songs geschreven.
Vanaf 1935 werkte hij ook als schrijver van liedteksten voor Hollywoodfilms. Vier keer werd hem een Oscar uitgereikt voor zijn bijdragen tot On The Atchinson Topeka And The Santa Fé (1945), In The Cool Cool Cool Of The Evening (1951), Moon River (1961) en Days Of Wine And Roses (1962); veertien verdere liederen werden voor een Oscar genomineerd. Hij oogstte ook succes met Engelstalige teksten voor oorspronkelijk Europese liederen zoals Autumn Leaves (Les Feuilles Mortes, 1950), When The World Was Young (Le Chevalier de Paris, 1950) of Summer Wind (Sommerwind, 1965).
Mercer was goed bevriend met Frank Sinatra, wiens repertoire hij met zijn werken sterk beïnvloedde. Bekend zijn daarvan de oorspronkelijk voor Fred Astaire geschreven klassieker One for My Baby en de ballade Come Rain or Come Shine. Een van zijn laatste composities, Empty Tables',' schreef Mercer in 1973 speciaal voor Sinatra.
In 1942 richtte Mercer samen met de componist en filmproducent Buddy DeSylva alsook de zakenman Glenn Wallichs het platenmaatschappij Capitol Records op en werd hun eerste president. Al in 1946 bereikte het label een recordomzet van rond 17% van alle verhandelde platen in de Verenigde Staten. Twee jaar nadat Frank Sinatra ook zijn opnames liet maken, verkocht Mercer zijn aandelen aan deze onderneming. In 1969 behoorde Mercer tot de medeoprichters van de Songwriters Hall of Fame en werd hun eerste president.
Mercer overleed in 1976 als gevolg van een hersentumor. Postuum werd hij in 1980 opgenomen in de Georgia Music Hall of Fame.

## Composities

### Werken voor harmonieorkest
- 1942 Strip Polka – bewerkt door G. Briegel
- 1957 Lil' Abner, ouverture – bewerkt door Alfred Reed

### Vocale muziek

#### Liederen (eigen muziek en eigen tekst)
- 1930 Out Of Breath And Scared To Death Of You
- 1936 I’m An Old Cowhand
- 1936 Lost
- 1939 You Grow Sweeter As The Years Go By
- 1942 Strip Polka
- 1944 G.I. Jive
- 1944 Dream
- 1945 Out Of This World
- 1955 Something’s Gotta Give (genomineerd voor een Oscar)
- 1957 Bernardine
- 1960 The Facts Of Life (genomineerd voor een Oscar)
- 1973 Empty Tables

#### Liederen (met muziek van Harold Arlen)
- 1932 Satan’s Li’l Lamb
- 1941 Blues In The Night (genomineerd voor een Oscar)
- 1941 Says Who, Says You, Says I
- 1941 This Time The Dreams On Me
- 1942 That Old Black Magic
- 1942 Hit The Road To Dreamland
- 1942 Captain Of The Clouds
- 1943 My Shining Hour (genomineerd voor een Oscar)
- 1943 That Old Black Magic (genomineerd voor een Oscar)
- 1943 One For My Baby
- 1944 Accentuate The Positive (genomineerd voor een Oscar)
- 1944 I Promise You
- 1944 Let’s Take The Long Way Home
- 1945 June Comes Around Every Year
- 1946 Come Rain Or Come Shine
- 1946 Any Place I Hang My Hat Is Home

#### Liederen (met muziek van Hoagy Carmichael)
- 1933 Lazybones
- 1934 Moon Country
- 1939 Ooh! What You Said
- 1939 The Rhumba Jumps
- 1943 Skylark
- 1943 The Old Music Master
- 1951 In The Cool Cool Cool Of The Evening (Oscar winner)

#### Liederen (met muziek van Bernard Hanighen)
- 1934 Here Come The British (Bang! Bang!)
- 1934 When A Woman Loves A Man (samen met: Gordon Jenkins)
- 1935 Dixieland Band
- 1937 Bob White (Watcha Gonna Swing Tonight?)
- 1937 Weekend Of A Private Secretary

#### Liederen (met muziek van Gordon Jenkins)
- 1934 You Have Taken My Heart
- 1934 When A Woman Loves A Man (samen met: Bernard Hanighen)
- 1934 P.S. I Love You

#### Liederen (met muziek van Jerome David Kern)
- 1942 Dearly Beloved (genomineerd voor een Oscar)
- 1942 I’m Old Fashioned
- 1942 Windmill Under The Stars
- 1942 You Were Never Lovelier

#### Liederen (met muziek van Matty Malneck)
- 1934 Pardon My Southern Accent
- 1934 If I Had A Million Dollars
- 1935 Eeny Meeny Miney Mo
- 1935 If You Were Mine
- 1936 Goody Goody

#### Liederen (met muziek van Henry Mancini)
- 1961 Moon River (Oscar winner)
- 1962 Days Of Wine And Roses (Oscar winner)
- 1963 Charade (genomineerd voor een Oscar)
- 1964 It Had Better Be Tonight – Meglio Stasera
- 1965 The Sweetheart Tree (genomineerd voor een Oscar)
- 1970 Whistling Away The Dark (genomineerd voor een Oscar)

#### Liederen (met muziek van Jimmy McHugh)
- 1940 I’d Know You Anywhere (genomineerd voor een Oscar)
- 1940 Bad Humour Man
- 1940 You’ve Got Me This Way

#### Liederen (met muziek van Harry Warren)
- 1937 Garden Of The Moon (samen met: Al Dubin)
- 1938 Jeepers Creepers (genomineerd voor een Oscar)
- 1938 You Must Have Been A Beautiful Baby
- 1945 On The Atchinson Topeka And The Santa Fé (Oscar winner)
- 1945 Wait And See

#### Liederen (met muziek van Richard Whiting)
- 1937 Too Marvelous For Words
- 1937 Have You Got Any Castles, Baby?
- 1937 I’ll Dream Tonight
- 1938 Hooray For Hollywood

#### Liederen (met muziek van andere componisten)
- 1936 I’m Building Up To An Awful Let-Down (samen met: Fred Astaire)
- 1939 I Thought About You (samen met: Jimmy Van Heusen)
- 1940 Love Of My Life (samen met: Artie Shaw) (genomineerd voor een Oscar)
- 1942 I Remember You (samen met: Victor Schertzinger)
- 1947 Early Autumn (samen met: Woody Herman, Ralph Burns)
- 1958 Satin Doll (samen met: Duke Ellington)
- 1971 Life Is What You Make It (samen met: Marvin Hamlisch) (genomineerd voor een Oscar)